# اشکان دباغ
اشکان دباغ، نوازنده (گیتار، گیتار الکتریک، گیتار بیس و پیانو)، تنظیم‌کننده، آهنگساز و خوانندهٔ ایرانی است. او تاکنون در زمینهٔ موسیقی، با هنرمندانی همچون ابی، محسن چاوشی، رستاک حلاج، کاوه آفاق، یغما گلرویی، پرویز پرستویی و سینا حجازی همکاری داشته‌است و رهبری ارکستر اجراهای رستاک حلاج را نیز بر عهده دارد. دباغ، آهنگسازی و تنظیم تمامی (به جز یکی) قطعات آلبوم «لاله‌زار» ابی (با ترانه‌های یغما گلرویی) را انجام داده‌است.

## کارنامهٔ هنری
از نکات قابل اشارهٔ دیگر در مورد او و زندگی هنری‌اش، می‌توان به دوستی و همکاری‌اش با یغما گلرویی و ابی در آلبوم لاله زار (همچون آهنگسازی و تنظیم وی در قطعهٔ «تصور کن» با صدای گلرویی)، تنظیم قطعهٔ «مترو» با خوانندگی محسن چاوشی، تنظیم قطعه‌های «برادر» (با مضمون جنگ ایران و عراق) و «من طهرونمو می‌خوام» برای خوانندگی پرویز پرستویی (با ترانه‌هایی از یغما گلرویی)، ساخت و تنظیم سه قطعه به‌همراه امیر دانایی (برای خوانندگی پولاد کیمیایی) در فیلم سینمایی «قاتل اهلی» مسعود کیمیایی، هم‌صدایی او با مادمازل در قطعهٔ «سکوت اجباری (سکوت)» و تنظیم قطعهٔ پرشنوندهٔ «فراموشی (منو ببر از ویروونی...)» برای مادمازل (هردو در سال ۲۰۱۳) اشاره کرد.

## موسیقی فیلم
او به‌همراه امیر دانایی و به واسطهٔ یغما گلرویی، عهده‌دار ساخت و تنظیم سه قطعهٔ موسیقی برای سکانس‌هایی از فیلم سینمایی «قاتل اهلی» به کارگردانی مسعود کیمیایی بود. دباغ با تأکید بر این نکته که هم‌کاری با مسعود کیمیایی برای او افتخار بود، معتقد است نتیجهٔ عملکردش در «قاتل اهلی» چنان‌که باید قابل دفاع از آب درنیامده است (به‌دلیل «ناهماهنگی گروه کیمیایی با کارگردان و با وی» که موجب سردرگمی عوامل موزیک شده بود و همچنین اجرای نه‌چندان قوی قطعات توسط پولاد کیمیایی، که از اوّلین تجربیات خوانندگی‌اش بود).

## دیدگاه‌ها و گفتاوردها

### دیدگاه دربارهٔ پیشینهٔ هنری خودش
- او در مصاحبه‌ای اعلام کرد که بعد از همکاری با محسن چاوشی (در قطعهٔ «مترو»)، «به‌دلیل کم‌تجربگی، استرس بالای کار و ناپختگی»، مرتکب ایرادات موسیقایی زیادی شد و رابطه‌اش با چاووشی دچار مشکل شد؛ امّا اکنون تمایل زیادی برای همکاری دوباره با محسن چاوشی دارد.
- دباغ و همکارانش در ساخت آهنگ (قطعه بی‌کلام) یک تیزر تبلیغاتی برای برند استدلر، از صدای برخورد مدادها، کتاب‌ها و دست‌ها به‌هم استفاده کردند که او این قطعه را درکنار قطعه «عشق» (با خوانندگی رستاک حلاج و کاوه آفاق)، از بهترین تجربیات هنری خود یاد می‌کند.

### دیدگاه دربارهٔ موسیقی ایران
- به‌نظر وی، یغما گلرویی «از تأثیرگذارترین ترانه‌سرایان» و سیروان خسروی «بزرگترین و بهترین موزیک‌پرودیوسِر (آهنگساز)» بعد از انقلاب ایران هستند.
- دباغ درمورد تنظیم‌کنندگی هومن نامداری، سعید زمانی، محسن چاوشی، کوشان حداد، مسعود جهانی و حامد برادران نیز نظر مثبتی دارد.
- و قطعهٔ «پُل» (برای خواب معصومانهٔ عشق...) با خوانندگی گوگوش را «بهترین موزیک در تاریخ پاپ ایران» می‌خواند.[۹]

## ترانه‌شناسی

### آلبوم‌ها
- همکاری با رستاک حلاج در آلبوم «پاییز سال بعد» به‌عنوان تنظیم‌کننده (۱۳۹۴)
- همکاری با کاوه آفاق در آلبوم «شال» به‌عنوان تنظیم‌کنندهٔ قطعهٔ «امسال» (۱۳۹۷)
- همکاری با ابی در آلبوم «لاله‌زار» (۱۳۹۸)[۱۰][۱۱]

| #  | نام ترانه             | خواننده  | نوع همکاری       |
| -- | --------------------- | -------- | ---------------- |
| ۱  | جهان بدون تو (اینترو) | (بی‌کلام) | آهنگسازی و تنظیم |
| ۲  | جهان بدون تو          | ابی      | آهنگسازی و تنظیم |
| ۳  | قلب‌قاپ                | ابی      | آهنگسازی و تنظیم |
| ۴  | لاله‌زار               | ابی      | آهنگسازی و تنظیم |
| ۵  | جاده‌های نرفته         | ابی      | آهنگسازی و تنظیم |
| ۶  | کوچهٔ نسترن            | ابی      | آهنگسازی و تنظیم |
| ۷  | دلم می‌خواد            | ابی      | آهنگسازی و تنظیم |
| ۸  | شب یلدا               | ابی      | آهنگسازی و تنظیم |
| ۹  | شاهنومه               | ابی      | آهنگسازی و تنظیم |
| ۱۰ | چشمم به اون خونه‌س     | ابی      | آهنگسازی و تنظیم |
| ۱۱ | آخرین آهنگ            | ابی      | آهنگسازی و تنظیم |

### تک‌آهنگ‌ها
| نام ترانه         | خواننده                | یادداشت                                          |
| ----------------- | ---------------------- | ------------------------------------------------ |
|                   |                        |                                                  |
| فراموشی           | مادمازل                | اوّلین کار تنظیم و اولین کار پرطرفدار در مارکت    |
| دنیای موازی       | علی آقاپور             | تنظیم کننده                                      |
| سکوت اجباری       | مادمازل و اشکان دباغ   | هم‌خوانی، آهنگسازی و تنظیم (قطعهٔ غیررسمی)         |
| توهم              | اشکان دباغ             | خواننده و گیتاریست (به‌همراه کیان ایرجی، آهنگساز) |
| ملاقاتی           | رستاک حلاج             | تنظیم‌کننده                                       |
| زیبایی            | رستاک حلاج             | تنظیم‌کننده                                       |
| هوادار            | رستاک حلاج             | تنظیم‌کننده                                       |
| مترو              | محسن چاوشی             | تنظیم‌کنندگی به‌همراه محسن چاوشی                   |
| تلفات             | رستاک حلاج             | تنظیم‌کننده                                       |
| فقط یه سؤال       | رستاک حلاج             | تنظیم‌کننده                                       |
| امسال             | کاوه آفاق              | تنظیم‌کننده (آهنگساز: کاوه آفاق)                  |
| تصور کن           | یغما گلرویی            | تنظیم‌کننده (و آهنگسازی به‌همراه امیر دانایی)      |
| اختیاریه          | رستاک حلاج             | تنظیم‌کننده                                       |
| سخت               | رستاک حلاج             | تنظیم‌کننده                                       |
| شرابی             | رستاک حلاج             | تنظیم‌کننده                                       |
| برادر             | پرویز پرستویی          | آهنگسازی و تنظیم                                 |
| من طهرونمو می‌خوام | پرویز پرستویی          | آهنگسازی و تنظیم                                 |
| ضدگلوله           | رستاک حلاج             | تنظیم‌کننده                                       |
| نسکافه            | رستاک حلاج             | تنظیم‌کننده (و آهنگسازی به‌همراه رستاک حلاج)       |
| امسال             | کاوه آفاق              | تنظیم قطعه برای آلبوم «شال»                      |
| نیست              | رستاک حلاج             | تنظیم‌کننده                                       |
| صامت              | رستاک حلاج             | تنظیم‌کننده                                       |
| گفتن نداره        | رستاک حلاج             | تنظیم‌کننده                                       |
| غلط               | رستاک حلاج             | تنظیم‌کننده                                       |
| عشق               | رستاک حلاج و کاوه آفاق | تنظیم‌کننده (آهنگساز: رستاک حلاج)                 |
| عید من            | رستاک حلاج             | تنظیم‌کننده                                       |
| فوق‌العاده         | رستاک حلاج             | تنظیم‌کننده                                       |
| گردنبند           | رستاک حلاج             | تنظیم‌کننده                                       |
| آلوده             | رستاک حلاج             | تنظیم‌کننده                                       |
| با این حالِت       | رستاک حلاج             | تنظیم‌کننده                                       |
| چمدون             | رستاک حلاج             | تنظیم‌کننده                                       |
| باید رفت          | رستاک حلاج             | تنظیم‌کننده                                       |
| رفاقت             | رستاک حلاج             | تنظیم‌کننده                                       |
| بهترین حال جهان   | رستاک حلاج             | تنظیم‌کننده                                       |